# Apostolepis multicincta
Apostolepis multicincta е вид влечуго от семейство Смокообразни (Colubridae). Видът е почти застрашен от изчезване.

## Разпространение
Разпространен е в Боливия.